# Бурајда
Бурајда (арап. ‏بريدة) је град у Саудијској Арабији у провинцији Ел Казим. Према процени из 2004. у граду је живело 378.422 становника.

## Становништво
Према попису, у граду је 2004. живело 378.422 становника.
| 1974.  | 1992.   | 2004.   |
| ------ | ------- | ------- |
| 69.940 | 248.636 | 378.422 |